# Gypsophila adenophora
Gypsophila adenophora är en nejlikväxtart som beskrevs av Pierre Edmond Boissier och Buhse. Gypsophila adenophora ingår i släktet slöjor, och familjen nejlikväxter. Inga underarter finns listade i Catalogue of Life.